# Nave Boetticher
La nave Boetticher y Navarro era una antigua fábrica de material pesado para la industria hidroeléctrica, ascensores y calefacción. Actualmente, La Nave es el centro de innovación público más grande del Ayuntamiento de Madrid. Situado en el distrito madrileño de Villaverde (España) es uno de los elementos de patrimonio industrial más relevantes de Madrid.

## Historia
El edificio, de grandes dimensiones, fue levantada entre 1940 y 1952 bajo proyecto del ingeniero Manuel Cámara Muñoz y arquitecto Ricardo Gómez Abad. Llegó a ser conocida como la Nave Torroja (debido a que se le atribuyó erróneamente a Eduardo Torroja Miret) y La Catedral debido a sus dimensiones y la gran estructura de su bóveda (140 metros de longitud). Fue construida con hormigón armado, siendo la cubierta de bóveda de cañón utilizando la repetición de linternón corrido como sistema de ventilación. Originalmente constaba de otras dos naves menores adosadas a la principal, revestidas todas ellas de ladrillo. 
Gustavo Boetticher y José Luis Gómez Navarro fundaron la empresa en 1904 de carácter familiar, siendo ampliada con los nuevos talleres de Villaverde, en los que llegaron a trabajar casi mil personas. También se construyeron viviendas, escuelas y un campo de deportes. Se fabricaban ascensores, pero también turbinas, grúas y otras estructuras para grandes infraestructuras. Llegó a crear un equipo de fútbol, el Boetticher, existiendo hoy la  Sociedad Recreativa Villaverde Boetticher Club de Fútbol junto a la nave, dónde también se encuentra la fábrica de ThyssenKrupp.
La empresa quebró en 1992 y el edificio fue abandonado.

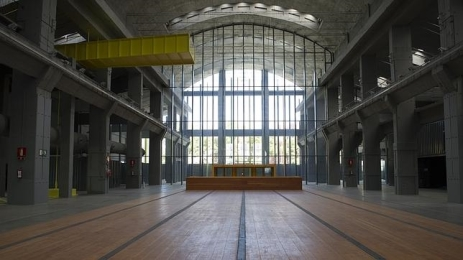
Interior de la nave

## Uso actual
En 2006 el Ayuntamiento de Madrid adquirió los terrenos donde se encontraba la nave. El convenio para su transformación se firmó en julio de 2008 dónde se acordó construir en los terrenos que habían formado la fábrica Boetticher y Navarro:  
•	un "Centro de expresión de Nuevas Tecnologías" en lo que había sido la nave principal de la factoría, 
•	más de 13.000 metros cuadrados de zonas verdes con dos nuevas calles, y 
•	550 nuevas viviendas. 
El proyecto ganador del concurso público fue "Banda Ancha" del equipo de arquitectos José María Churtichaga, Joaquín Lizasoaín, Rolf Brülisauer y Mauro Doncel, con la colaboración de Ophelia Mantz.
Entre 2009 y 2012 se realizó la rehabilitación de la nave y su entorno. Para ello se restauró por completo la misma, se eliminaron los revestimientos y se realizó una nueva y original fachada con celosías de colores. Junto a la nave se construyó una nueva torre que sigue la estética de ésta complementando las instalaciones del conjunto.
Durante la alcaldía de Alberto Ruiz Gallardón se optó por convertir el nuevo espacio en campus tecnológico actuando como revulsivo económico en la zona de Los Ángeles - Villaverde. Estaba prevista su apertura en 2015. Con el cambio de signo político se optó en un primer momento por realizar un centro cultural partiendo del ejemplo Matadero Madrid. Finalmente La Nave se ha convertido en "un espacio de innovación urbana" donde se realizan diferentes eventos.
Fue bautizada como Catedral de las nuevas tecnologías en referencia al sobrenombre de la nave Boetticher y, más adelante, pasó a denominarse simplemente "La N@ve", el nuevo centro de emprendimiento urbano del Ayuntamiento de Madrid. 
Hace unos años se decidió eliminar la @ y llamarse La Nave tal y como se conoce hoy en día. 
Abrió sus puertas de forma ininterrumpida el 11 de septiembre de 2017 como un espacio de inspiración, educación e innovación abierto al ciudadano.